# Andreas Furrer (Eishockeyspieler)
Andreas Furrer (* 8. Februar 1983 in Zürich) ist ein ehemaliger Schweizer Eishockeyspieler, der im Laufe seiner Karriere unter anderem für den HC Davos, die Rapperswil-Jona Lakers sowie den EV Zug in der Schweizer National League A aktiv war.

## Karriere
Andreas Furrer begann seine Karriere bei den Junioren des EHC Winterthur. Zu Beginn der Saison 2002/03 wechselte er in die Organisation der ZSC Lions, wo er sich aber in der ersten Mannschaft nie richtig durchsetzen konnte und immer wieder auch bei den GCK Lions in der Nationalliga B zum Einsatz kam. Im Jahre 2006 wechselte Furrer zum HC Davos, wo er gleich in der ersten Saison Schweizer Meister wurde. Nach dem erneuten Gewinn des Meistertitels in der Saison 2008/09 verliess er die Bündner und wechselte zu den Rapperswil-Jona Lakers. Im Frühjahr 2011 unterzeichnete Furrer einen Zweijahresvertrag beim EV Zug. Nach dem Ende der Saison 2012/13 beendete er seine Karriere.

## Erfolge und Auszeichnungen
- 2007 Schweizer Meister mit dem HC Davos
- 2009 Schweizer Meister mit dem HC Davos

## Karrierestatistik
(Legende zur Spielerstatistik: Sp oder GP = absolvierte Spiele; T oder G = erzielte Tore; V oder A = erzielte Assists; Pkt oder Pts = erzielte Scorerpunkte; SM oder PIM = erhaltene Strafminuten; +/− = Plus/Minus-Bilanz; PP = erzielte Überzahltore; SH = erzielte Unterzahltore; GW = erzielte Siegtore; 1 Play-downs/Relegation; Kursiv: Statistik nicht vollständig)